# Eskilstuna-Kjula flygplats
Eskilstuna-Kjula flygplats (IATA: EKT, ICAO: ESSU) (även Eskilstuna flygbas, Kjula flygbas eller Eskilstunabasen) är en flygplats belägen cirka 13 km öster om Eskilstuna centrum och cirka 97 km väster om Stockholm.

## Historik
Flygplatsen öppnades 1963 med en rullbana är 2 176 meter lång och byggdes som huvudbana till en av Flygvapnets krigsflygbaser inom Bas 60-systemet för att senare anpassas till Bas 90-systemet. År 1968 öppnades flygplatsen för civila flyg och åren 1969–1972 pågick civil passagerartrafik. Det fanns reguljärflyg till Malmö. Chartertrafik fanns bland annat till Visby och Kanarieöarna.
Flygplatsen förvaltades åren 1963–1976 av Södermanlands flygflottilj (F 11), åren 1976–1994 av Bråvalla flygflottilj (F 13), åren 1994–2003  av Upplands flygflottilj (F 16) och åren 2004–2005 av Skaraborgs flygflottilj (F 7).
I samband med försvarsbeslutet 2004 beslutades att all militär verksamhet vid flygfältet skulle upphöra senast den 31 december 2005. Eskilstuna kommun köpte sedan flygplatsen av Fortifikationsverket den 31 december 2007.
Svealandsbanan passerar söder om flygplatsens rullbana, vilket gör att den har stora möjligheter för snabba transporter på befintlig infrastruktur vid eventuell framtida expansion. Flygplatsen används för taxiflyg, ambulansflyg, privatflyg samt charter. Flygskoleverksamhet finns anknuten till Kjula. Även Försvarsmakten har sedan 2025 åter börjat använda flygplatsen, där även en ansökan om nytt miljötillstånd om utökade starter och landningar av stridsflygplan, militära transportplan eller helikoptrar lämnats in till Mark- och miljödomstolen i Nacka.